# Жижиленко, Александр Иванович
Алекса́ндр Ива́нович Жижиле́нко (3 ноября 1823 — 3 января 1889, Санкт-Петербург) — русский художник, врач, педагог и музыкант. 

## Биография
Родился 3 ноября 1823 года в небогатой дворянской семье. После ранней смерти отца отдан на воспитание в Гатчинский Сиротский институт. В 1844 году поступил в Императорскую медико-хирургическую академию, которой окончил в 1849 году со званием врача. Его специальностью было акушерство.
С 1849 года Жижиленко начал службу врачом Надеждинского родовспомогательного заведения при Петербургском Воспитательном доме, посвятив себя делу помощи будущим матерям и роженицам, вплоть до кончины в 1889 году. Кроме лечебной работы, в 1861 году издал «Руководство для подания первой помощи в разных несчастных случаях до прибытия врача», опубликовал ряд статей в «Военно-медицинском журнале», «Друге здравия» и других периодических изданиях. 
Поразившая Жижиленко тяжелая болезнь ног принудила его за много лет до конца жизни оставить практику и часы досуга он посвящал горячо любимым им музыке и ландшафтной живописи. Живописью Жижиленко начал заниматься уже в зрелом возрасте, сперва под руководством В. Я. Афанасьева, а потом профессора Льва Лагорио. 
С 1865 года ежегодно выставлял картины на Академической выставке. Уже в 1867 за пейзажи «Развалины греческого храма при закате солнца», «Тони на взморье около Петербурга при лунном свете», «Утро в Нижнем Новгороде», «Зимний вечер из окрестностей Петербурга» Императорская Академия художеств за выдающиеся заслуги в области искусства присвоила ему звание почётного вольного общника. С тех пор Жижиленко почти ежегодно, вплоть до 1880 года, появлялся на академических выставках со своими работами. Это были по большей части виды Санкт-Петербургской губернии, Финляндии, разных мест внутренней России, Крыма. 
С 1870 года стал преподавателем и руководителем школы сельских повивальных бабок при Родовспомогательном учреждении. В 1874 году Жижиленко выпустил «Руководство к акушерству» — учебник для повитух, выдержавший несколько изданий.
В 1874 году за картины «Утро», «Вечер» и «Вид Киева» Жижиленко на очередной академической выставке удостоился серебряной медали.
Умер 3 января 1889 года от пиэмии в Санкт-Петербурге. Похоронен на Смоленском кладбище близ Троицкой церкви.

## Избранные картины
- «Лесной пожар»,
- «Взрыв корабля ночью»,
- «Ночь накануне Ивана Купала в Финляндии»
- «Самум в Сахаре»
- «Ночной смотр»
- «В шхерах»,
- «Балкон»,
- «Буря»,
- «Остров»,
- «Палатка»,
- «Ночь»,
- «Пляска мертвецов»,
- «Дорога».

## Галерея

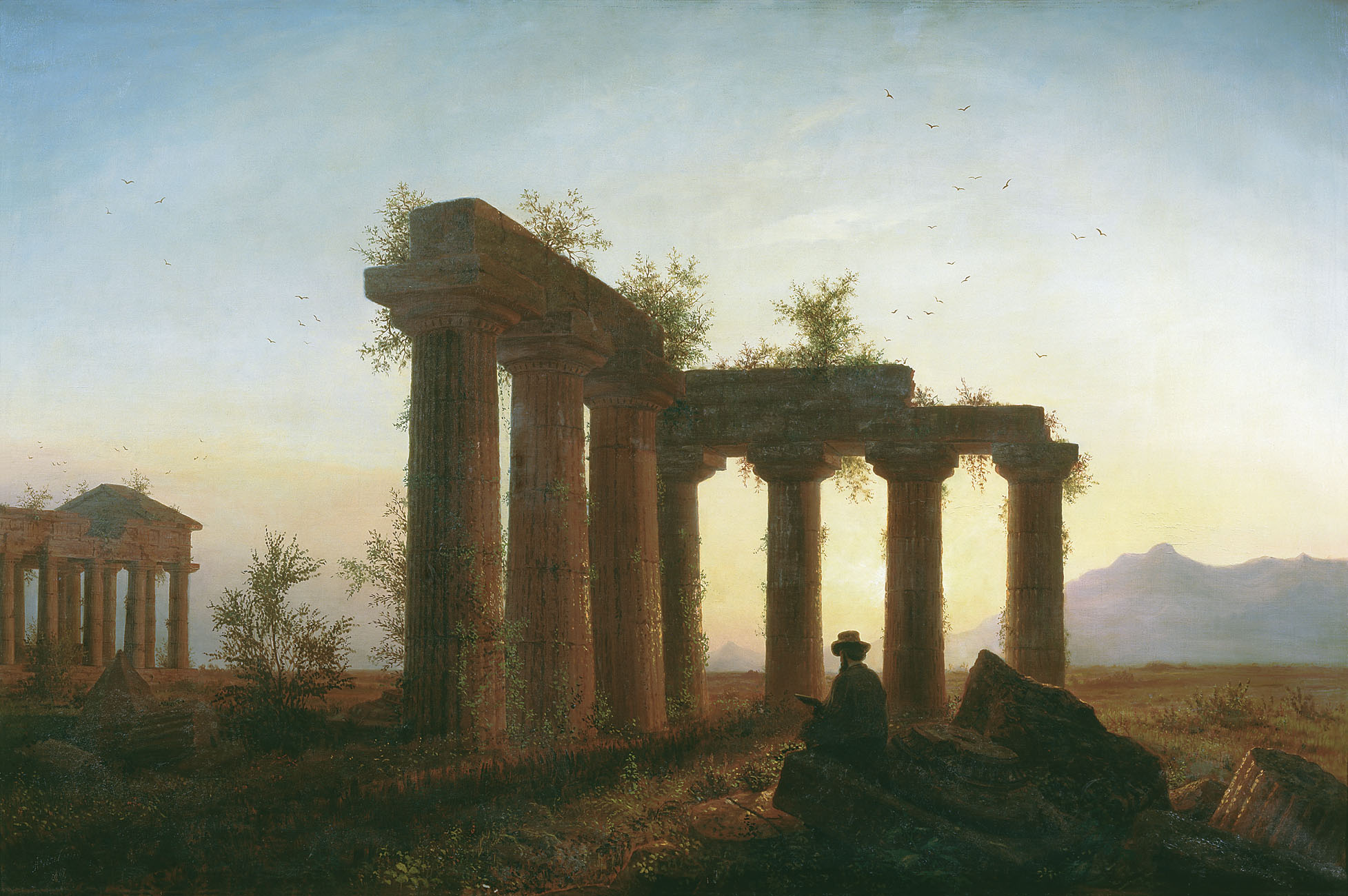
Развалины греческого храма на закате солнца. 1867